# Пономарёва, Анна Даниловна
Анна Даниловна Пономарёва (3 июня 1922, Берёзовка — 26 декабря 2012, Октябрьский) — передовик советского сельского хозяйства, свинарка совхоза «Смычка» Балашовского района Саратовской области, Герой Социалистического Труда (1971).

## Биография
Родилась в 1922 году в селе Берёзовка Балашовского уезда Саратовской губернии, ныне Турковского района Саратовской области в семье русского крестьянина. В 1933 году осталась сиротой, помогала ухаживать за свиньями, выращивала поросят. В годы Великой Отечественной войны трудилась на свиноферме совхоза «Студёновский».
В 1949 году вышла замуж и переехала жить в Балашовский район. Поступила на работу в совхоз «Смычка», дояркой. Была в числе передовиков производства. После введения в строй свиноводческого комплекса перешла работать свинаркой. По итогам работы в седьмой семилетке (1959—1965) была награждена орденом Ленина. В 1970 году взяла на себя повышенные обязательства и выполнила показатели, вырастив 1250 поросят за год.
За выдающиеся успехи, достигнутые в развитии сельскохозяйственного производства и выполнении пятилетнего плана продажи государству продуктов земледелия и животноводства, Указом Президиума Верховного Совета СССР от 8 апреля 1971 года Анне Даниловне Пономарёвой было присвоено звание Героя Социалистического Труда с вручением ордена Ленина и золотой медали «Серп и Молот».
В Балашовском районе был учреждён приз Пономарёвой за высокие показатели в свиноводстве. С 1994 года находилась на заслуженном отдыхе. Избиралась делегатом XV съезда профсоюзов СССР в 1972 году.
Проживала в посёлке Октябрьский Балашовского района Саратовской области. Умерла 26 декабря 2012 года.

## Награды
За трудовые успехи удостоена:
- золотая звезда «Серп и Молот» (08.04.1971),
- два ордена Ленина (22.03.1966, 08.04.1971),
- другие медали.
- Почётный гражданин Балашовского района (31.08.2012)[2].